# Памятник букве «Ў»
Памятник букве «Ў» (бел. Помнік літары «Ў») — памятник в Полоцке, посвящённый 22-й букве белорусского алфавита, которая является национальным символом Беларуси. Памятник размещён в центре города, в бульваре проспекта Франциска Скорины.

## Описание
Установлен в сентябре 2003 года во время празднования 10-го «Дня белорусской письменности». Автор памятника — белорусский художник из Полоцка Игорь Куржалов (бел. Ігар Куржалаў).
Памятник сделан в виде обложки книги, на которой помещены слова с буквой «Ў», а также цитата из стихотворения Рыгора Бородулина «От Евфросинии, от Скорины, от Полоцка начался мир» (бел. Ад Еўфрасінні, ад Скарыны, ад Полацка пачаўся свет).

### Вандализм
Стихи Бородулина на памятнике были повреждены в июне 2014 года. В 2016 году памятник был восстановлен.